# Mie Leth Jans
Pour les articles homonymes, voir Leth.
Mie Leth Jans, née le 6 février 1994, est une footballeuse internationale danoise qui joue en tant que défenseuse pour le HB Køge et l'équipe nationale danoise.

## Biographie

### Carrière en club
Mia Leth Jans commence sa carrière de footballeuse au Dragør Boldklub. Elle rejoint le Ballerup-Skovlunde Fodbold (BSF) en 2012. Après deux saisons, elle signe avec le Brøndby IF en juin 2014. En juin 2017, elle signe un contrat de deux ans avec le champion d'Angleterre en titre Manchester City.
En janvier 2019, elle rejoint le club suédois du FC Rosengård.
En septembre 2021, Mia Leth Jans rejoint le club australien de W-League Perth Glory.

### Carrière internationale
Mia Leth Jans fait ses débuts dans l'équipe nationale danoise en novembre 2013, elle remplace sa future coéquipière du Brøndby IF Nanna Christiansen à la 79e minute lors d'un match de qualification pour la Coupe du Monde Féminine de 2015 contre Malte à La Valette. Elle faisait partie de la sélection danoise pour l'Algarve Cup 2016 et l'Euro féminin de 2017.